# Premio Crafoord
El Premio Crafoord es otorgado por la Real Academia Sueca de Ciencias a eminentes científicos cuyos campos de estudio no se corresponden con las categorías clásicas del premio Nobel, tales como: matemáticas, ciencias de la Tierra, ciencias de la vida (particularmente las relacionadas con la ecología y la evolución), astronomía, etc.. 
Este prestigioso premio, considerado el «Nobel flotante», comenzó a entregarse en 1982 en honor del industrial sueco Holger Crafoord (1908-1982), fallecido ese mismo año. La ceremonia tiene lugar cada 24 de septiembre, y es el propio rey de Suecia quien lo entrega. Su cuantía económica asciende a 5 millones de coronas suecas (unos 500.000 dólares).
Han recibido este premio los siguientes científicos:
1982: Vladímir Arnold y Louis Nirenberg (matemáticas)
1983: Edward Lorenz y Henry Stommel (ciencias de la Tierra)
1984: Daniel Janzen (ciencias de la vida)
1985: Lyman Spitzer Jr. (astronomía)
1986: Claude Allègre y Gerald J. Wasserburg (ciencias de la Tierra)
1987: Eugene P. Odum y Howard T. Odum (ciencias de la vida)
1988: P. Deligne (el premio fue entregado junto con A. Grothendieck quien lo rechazó) (matemáticas)
1989: James Van Allen (astronomía)
1990: Paul R. Ehrlich y Edward Osborne Wilson (ciencias de la vida)
1991: Allan Sandage (astronomía)
1992: Adolf Seilacher (ciencias de la vida)
1993: William Donald Hamilton y Seymour Benzer (ciencias de la vida)
1994: S. Donaldson y Shing-Tung Yau (matemáticas)
1995: Willy Dansgaard y Nicholas John Shackleton (ciencias de la Tierra)
1996: Robert May (ciencias de la vida)
1997: Fred Hoyle y Edwin E. Salpeter (astronomía)
1998: Don L. Anderson y Adam M. Dziewonski (ciencias de la Tierra)
1999: E. Mayr, John Maynard Smith y George C. Williams (ciencias de la vida)
2000: Marc Feldmann y Ravinder N. Maini (ciencias de la vida)
2001: Alain Connes (matemáticas)
2002: Dan McKenzie (ciencias de la Tierra)
2003: Carl Woese (ciencias de la vida)
2004: Eugene Butcher y Timothy Springer (Poliartritis)
2005: James Gunn, P. James E. Peebles, y Martin Rees (Astronomía)
2006: Wallace S. Broecker (ciencias de la Tierra)
2007: Robert L. Trivers (ciencias de la vida)
2008: Rashid Sunyaev (Astronomía), Maxim Kontsevich, y Edward Witten (matemáticas)
2009: Charles A. Dinarello, Tadamitsu Kishimoto, y Toshio Hirano (Poliartritis) y Magnus Bäck
2010: Walter Munk (ciencias de la Tierra)
2011: Ilkka Hanski (ciencias de la vida)
2012: Reinhard Genzel y Andrea M. Ghez (astronomía), y Jean Bourgain y Terence Tao (matemáticas)
2013: Peter K. Gregersen, Lars Klareskog y Robert J. Winchester (ciencias de la vida)
2014: Peter Molnar (ciencias de la Tierra)
2015: Richard Lewontin y Tomoko Ohta (ciencias de la vida)
2016: Roy Kerr, Roger Blandford (astronomía) y Yakov Eliashberg (matemáticas)
2017: Simon Sakaguchi, Fred Ramsdell y Alexander Rudensky (Poliartritis)
2018: Syukuro Manabe y Susan Solomon (ciencias de la Tierra)
2019: Sallie W. Chisholm (ciencias de la vida)
2020: Eugene Parker (astronomía), y Enrico Bombieri (matemáticas)
2021: Daniel L. Kastner (Poliartritis)
2022: Andrew H. Knoll (ciencias de la Tierra)
2023: Dolph Schluter (ciencias de la vida)
2024: Douglas Gough, Jørgen Christensen-Dalsgaard y Conny Aerts (astronomía) y Claire Voisin (matemáticas)